# Гребенюки
Гребенюки (укр. Гребенюки) — село, относится к Ширяевскому району Одесской области Украины.
Население по переписи 2001 года составляло 51 человек. Почтовый индекс — 66811. Телефонный код — 4858. Занимает площадь 0,15 км². Код КОАТУУ — 5125480303.

## Местный совет
66811, Одесская обл., Ширяевский р-н, с. Александровка, ул. Школьная, 24